# 더 뮤직아워
《더 뮤직아워》(ザ・ミュージックアワー)은 일본의 민영방송국 도쿄 방송(TBS)에서 2010년 4월 20일부터 방송하고 있는 음악 프로그램이다.

## 출연자
MC
- 나카이 마사히로(中居 正広)
- 이시바시 타카아키 (石橋 貴明)

연주
- 더 뮤직아워 밴드

## 특징
- 바이올린, 첼로, 기타, 피아노 등으로 구성된 라이브 밴드가 있다.